# Namibische Küche

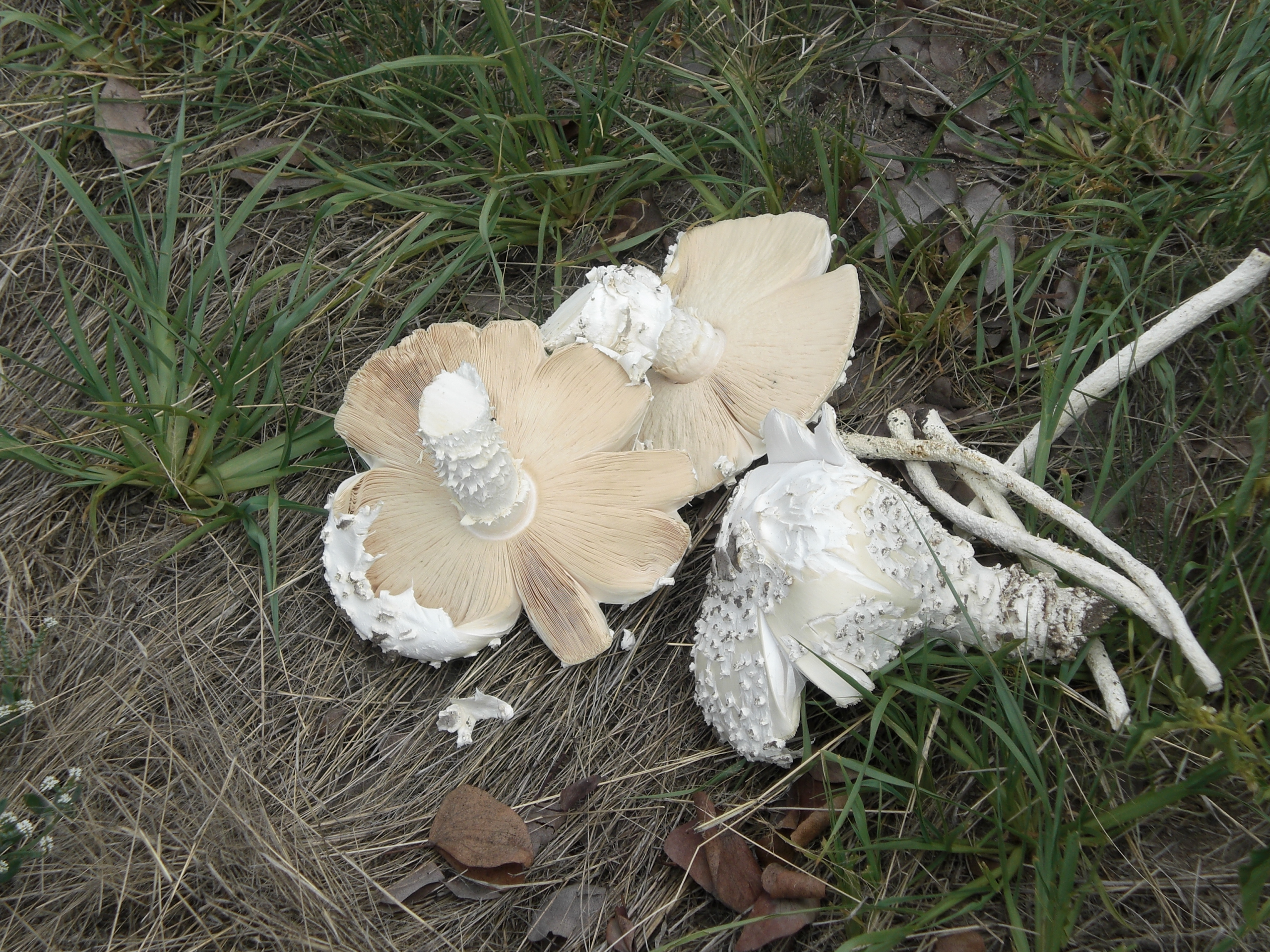
Omajowa (Termitenpilze) sind eine namibische Spezialität

Die namibische Küche hat ihre Verbreitung im südlichen Afrika gelegenen Namibia.
Die namibische Küche als fester Begriff ist nicht klar definiert und basiert auf Einflüssen der verschiedenen Ethnien im Land und den Einflüssen der südafrikanischen und deutschen Küche.

## Einflüsse auf die Küche
Grundsätzlich kann man die Küche Namibias in drei verschiedene Einflussgruppen beziehungsweise -gebiete einteilen, wobei sich die Zutaten, Gerichte und Speisen über die Jahrzehnte teilweise vermischt haben.

### Traditionelle Küche
Die traditionelle Küche Namibias basiert vor allem auf den natürlichen Gegebenheiten eines Wüstenlandes. So wurden von den einheimischen Ethnien wie Ovambo, San, Nama, Damara und Herero vor allem Früchte wie zum Beispiel die ǃNara, Blätter, Getreide und Wurzeln sowie Fleisch von Wildtieren genutzt. Zudem hat die Domestizierung von Rindern vor mehr als 2000 Jahren durch die San zur Nutzung von Rindfleisch und Milchprodukten geführt.
Als Grundnahrungsmittel dient den meisten traditionellen Ethnien heute das Maismehl, das in Form von Pap („Polenta“) gereicht wird. In den nordöstlichen Regionen Kavango-Ost und -West und Sambesi wird der Brei traditionell aus Mahangu hergestellt.

### Eingeführte Küche
Die eingeführte Küche basiert vor allem auf den Einflüssen der deutschen Küche während der Schutztruppenzeit in Deutsch-Südwestafrika. Noch heute werden zahlreiche Restaurants in den größeren Städten Zentral- und Südnamibias von der deutschen Küche mit schweren Soßen und Gerichten wie Kasseler, Braten mit Rotkohl und Wurstgerichten dominiert. Ein Beispiel hierfür ist Joe’s Beerhouse in Windhoek.

### Südafrikanische Küche
Vor allem die Küche der Afrikaaner ist in Namibia von der malaiisch beeinflussten Küche Südafrikas, das heißt zum Beispiel von süßen Beilagen wie Trockenobst, gekennzeichnet.

## Fleisch

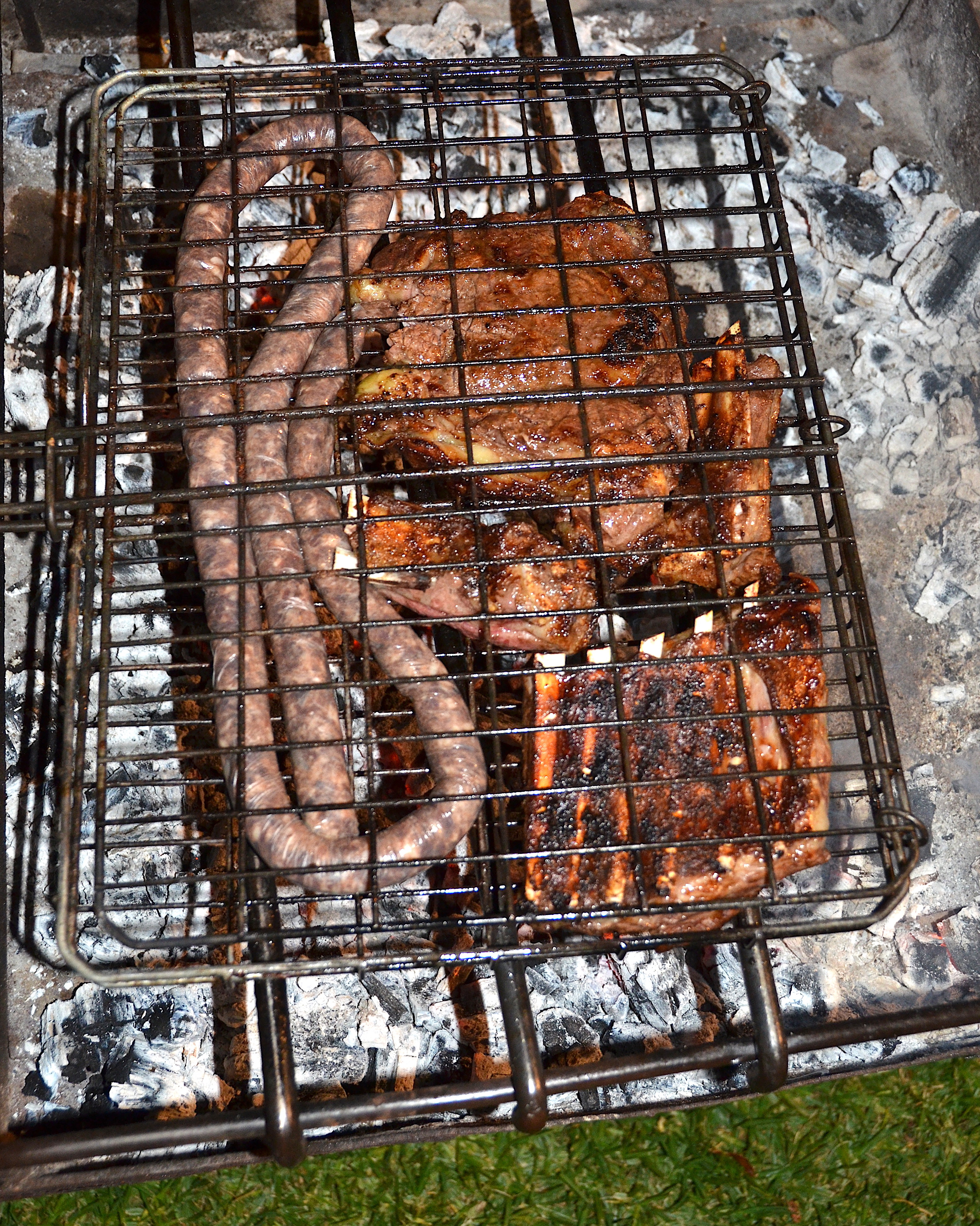
Gegrillte Boerewors, Kotelett und Lammkarree

Namibia ist ein Land, in dem Fleisch in vielen Bevölkerungsgruppen dominierendes Lebensmittel ist. Vegetarische oder gar vegane Küche ist nicht weit verbreitet.
Neben dem Fleisch von domestizierten Tieren wie Rind und Lamm ist insbesondere das Fleisch der verschiedenen Antilopen, aber auch vom Zebra, Strauß, Krokodil und anderen Wildtieren beliebt. Geflügel ist ebenfalls, Schweinefleisch hingegen wenig verbreitet. Nicht zuletzt ist der Braai („Grillen“) eine der beliebtesten Freizeitbeschäftigungen in Namibia.
Wie im Nachbarland Südafrika sind auch in Namibia Biltong (eine Art Trockenfleisch), Droewors (Trockenwurst), Boerewors (Bauernwurst) und Rauchfleisch (geräuchertes Wildfleisch) sehr beliebt.

## Fisch
In den nördlichen Regionen, vor allem aber bei den Caprivianern spielt der Fischfang und damit das Verzehren von Süßwasserfischen eine wichtige Rolle. An der Küste (Swakopmund, Walvis Bay) sind Schalen- und Krustentiere sowie Speisefische sehr beliebt, wurden aber historisch aufgrund der Abgeschiedenheit des Meeres durch die Namib kaum genutzt. Heute stellt der industriell betriebene Fischfang in dem sehr reich belebten Benguelastrom eine Reihe von Hochseefischen (unter anderem Seehechte) auch weit ab von der Küste im Landesinneren (Windhoek) zur Verfügung.

## Gemüse und Obst
Gemüse und Obst ist bei den Ethnien in den nördlichen Regionen von Namibia wichtiger Bestandteil der Gerichte. In anderen Landesteilen spielte es bis weit in die 1980er Jahre hinein kaum eine Rolle, da Gemüse und Obst hier aufgrund der klimatischen Bedingungen nicht angebaut wurden und die Transportwege und Kühlmöglichkeiten beschränkt waren. Ausnahme hiervon waren zum Beispiel Wurzeln, Knollen und wilde Melonen – vor allem bei den San – sowie Kartoffeln, Mangold, Kürbis (Squash) und andere hitzeunempfindliche, wenig anspruchsvolle Gemüsearten. Seit Anfang der 1990er Jahre wird in allen Bevölkerungsschichten vermehrt auch Gemüse genutzt.

## Süßspeisen
Süßspeisen in Namibia basieren vor allem auf deutschen, südafrikanischen und britischen Einflüssen. Grundsätzlich wird jede Nachspeise außer Eiscreme als „Pudding“ bezeichnet. Es dominieren deftige, schwere und stark gesüßte Speisen wie Trifle, Malva-Pudding, Koeksister, Melktert und Vetkoek.

## Gewürze
Kräuter und Gewürze werden großzügig verwendet. Die indischen Gewürze wie Koriander, Kardamom, Nelken, Zimt und Ingwer spielen in Namibia, im Gegensatz zur südafrikanischen Küche, eine untergeordnete Rolle.

## Getränke
In Namibia werden zum Essen alkoholische und nicht-alkoholische Getränke gereicht. Gerne getrunken wird auch Rooibos-Tee und Rock-Shandy. Beliebt ist auch ein Cider Namens Savanna. Eine besondere Rolle nimmt das nach deutschem Reinheitsgebot gebraute Bier ein.
Bekannte namibische Biersorten:
- Tafel Lager
- Windhoek Lager
- Windhoek Draught
- Windhoek Light
- Camelthorn

Zu den traditionellen Getränken zählt zum Beispiel Omaere und Oshikundu.

## Spezialitäten

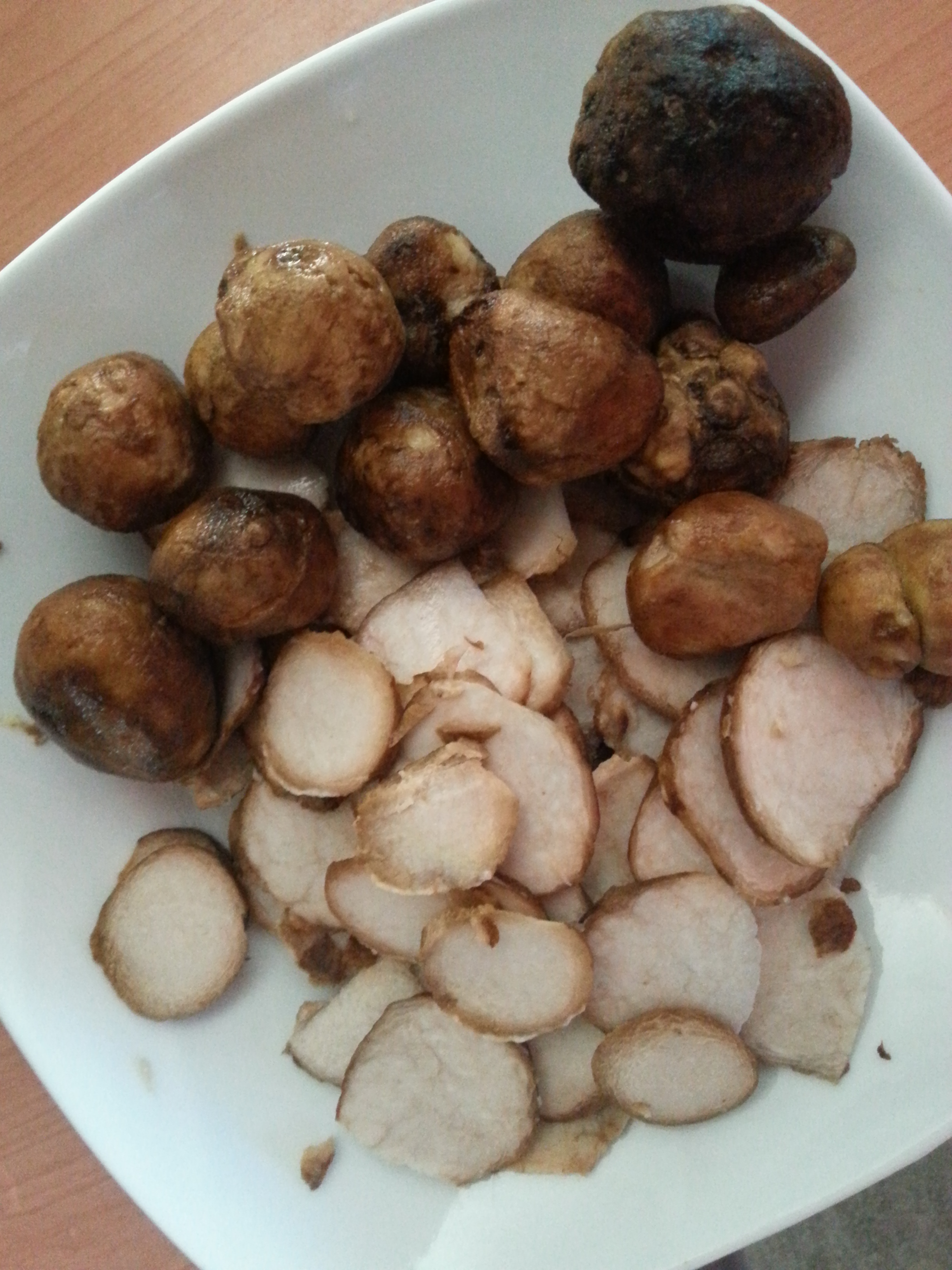
Kalaharitrüffel

Zu den Spezialitäten, die fast nur in Namibia verbreitet sind und teilweise nur wenige Wochen oder Monate im Jahr verfügbar sind, zählen unter anderem:
- Omajowa (Termitomyces schimperi), ein Pilz der auf Termitenhügeln nach bestimmtem Regenfall, Temperaturen und Luftfeuchtigkeit zwischen Dezember und März wächst.
- Kalaharitrüffel (Terfezia pfeilii)
- Grüner Spargel aus Swakopmund